# Gemlik
Gemlik là một huyện thuộc tỉnh Bursa, Thổ Nhĩ Kỳ. Huyện có diện tích 376 km² và dân số thời điểm năm 2007 là 98085 người, mật độ 261 người/km².